# 21º Reggimento artiglieria terrestre "Trieste"
Il 21º reggimento artiglieria è un'unità dell'Esercito Italiano, appartenente alla Brigata meccanizzata "Pinerolo".

## Storia
Si costituisce il 1º novembre 1888 con batterie che parteciparono alle tre Guerre d'Indipendenza, alla Guerra di Crimea, alla presa di Roma. Partecipa con uomini e mezzi alle campagne di Eritrea e di Libia.
Nel 1912 concorre alla costituzione del 28º Reggimento Artiglieria da Campagna.
Armato con pezzi da 75, affronta la Grande Guerra sempre in linea fino al Piave ed alla vittoria finale. Più volte riordinato, nel 1936, come reggimento di artiglieria motorizzata è armato con pezzi da 75/27 e da 100/17.
Assegnato alla 101ª Divisione motorizzata "Trieste", combatte nel 1940 al fronte alpino e quindi in Albania che lascia nel 1941 alla volta dell'Africa Settentrionale.
Qui giunge con l'intera Divisione che si consumerà fino all'annientamento in oltre venti mesi di epiche battaglie. Il reggimento si scioglie il 12 maggio 1943 in Tunisia dopo la battaglia di Enfidaville. Per l'eroico comportamento, l'unità meriterà la massima ricompensa al Valor Militare.
Ricostituito il 1º ottobre 1950 in Bologna e riassegnato alla ricostituita Divisione "Trieste", riceve i pezzi inglesi da 88/27 ed arriva ad allineare ben sei gruppi, due dei quali semoventi.
Impiegato nel 1954 nella operazione per la riconsegna di Trieste all'Italia, cede successivamente parte dei gruppi dipendenti a reggimenti dislocati in Friuli, fino a ridursi a due soli gruppi.
Ridotta a Brigata la Divisione "Trieste", il Reggimento si scioglie e la bandiera viene versata al "Vittoriano" il 20 ottobre del 1960.

### Gruppo artiglieria da campagna "Trieste"
Il Gruppo artiglieria da campagna "Trieste" erede del Reggimento, si riarma con i pezzi da 105/14 e quindi con i 105/22 mod. 14/61 detti "il mostro".

### 21º gruppo artiglieria da campagna "Romagna"
Con la ristrutturazione del 1975 il gruppo assume, dal 18 settembre, la denominazione di 21º gruppo artiglieria da campagna "Romagna", con i pezzi da 155/23 a traino meccanico.
Riottenuta la Bandiera di Guerra del Reggimento nel novembre 1976, nel 1991 passa sui semoventi M 109G e, sciolta la Brigata Meccanizzata "Trieste", entra nei ranghi della Brigata meccanizzata "Friuli" dove sostituisce il 35º Gruppo Artiglieria da Campagna "Riolo".

### 21º Reggimento artiglieria terrestre "Trieste"
Il 29 settembre 1993 si riordina in 21º Reggimento Artiglieria Campale Semovente "Trieste", armato con M109L.
Il Reggimento è stato impiegato in Somalia nel corso dell'operazione "Ibis" e nelle diverse operazioni di ordine pubblico sul territorio nazionale.
Dal marzo 2001 è stato trasferito alla Brigata Meccanizzata "Pinerolo" con sede in Foggia dove sostituisce il 131º "Centauro"

## Stemma
Scudo: Partito: nel primo, di rosso alla croce d'argento attraversata in capo da un lambello d'azzurro di tre pendenti ed accostata nel 1º e 2º da due lame di spada d'argento poste in decusse (Piemonte); il secondo troncato: a. partito di rosso e di nero all'elmo di Scanderbeg in oro; b. d'azzurro al silfio d'oro reciso e sormontato da una stella d'argento. Sulla troncatura una fascia di rosso caricata da un ferro di alabarda di San Giorgio in argento (Trieste).
Corona turrita.
Ornamenti esteriori:
lista bifida: d'oro, svolazzante, collocata sotto la punta dello scudo, incurvata con la concavità rivolta verso l'alto, riportante il motto: "Ardente la fiamma, intrepido il cuore".
nastro rappresentativo delle ricompense al Valore: Medaglia d'Oro al Valor Militare è annodato nella parte centrale non visibile della corona turrita, scendente svolazzante in sbarra ed in banda dal punto predetto, passando dietro la parte superiore dello scudo.

## Festa del reggimento
- La festa del reggimento si svolge il 15 giugno in occasione della ricorrenza della Battaglia del Solstizio.
- il 4 dicembre si celebra la Protettrice, (Santa Barbara) del 1918

## Armi e mezzi in dotazione nel 2015

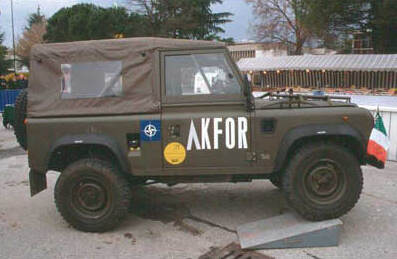
AR 90

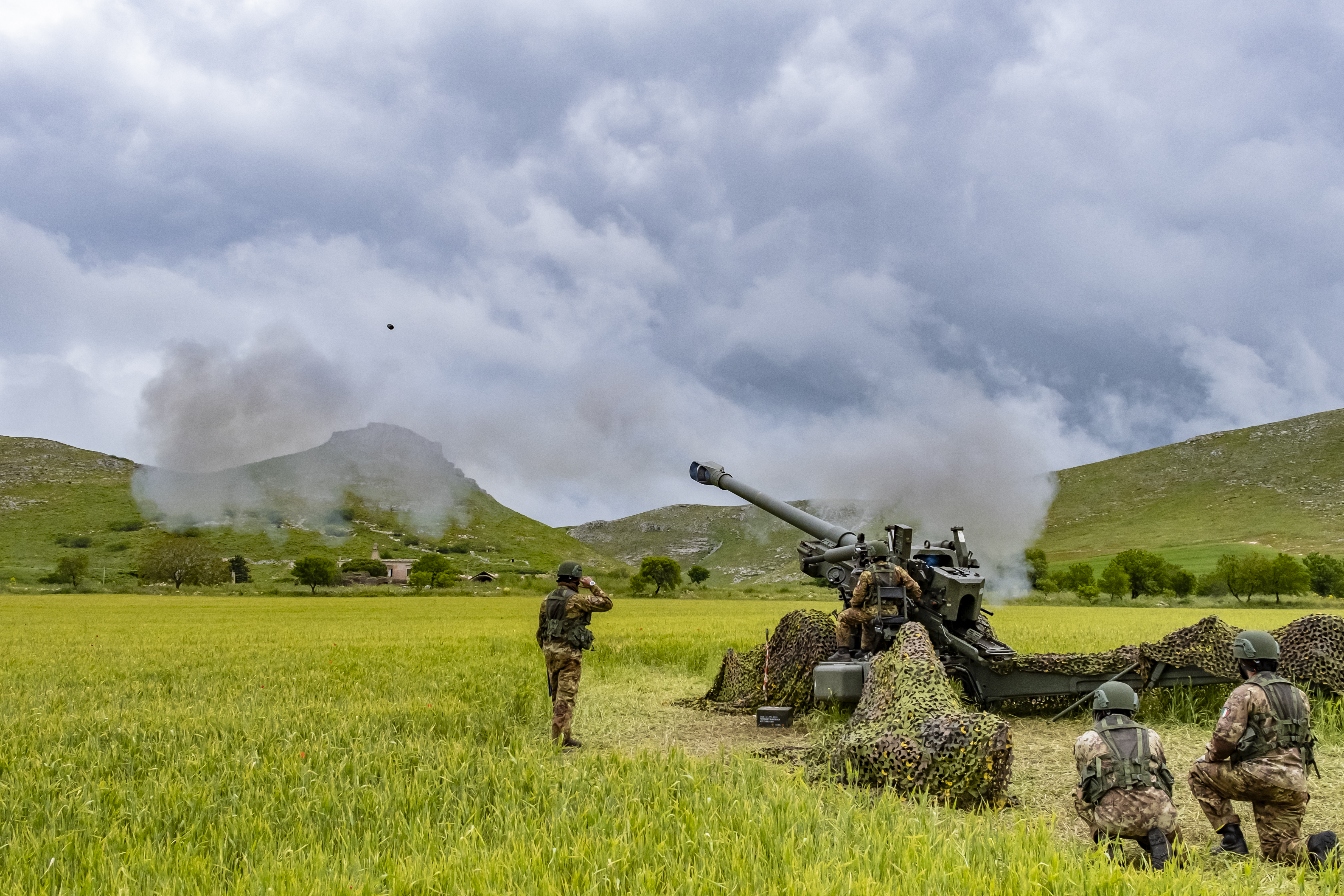
FH70

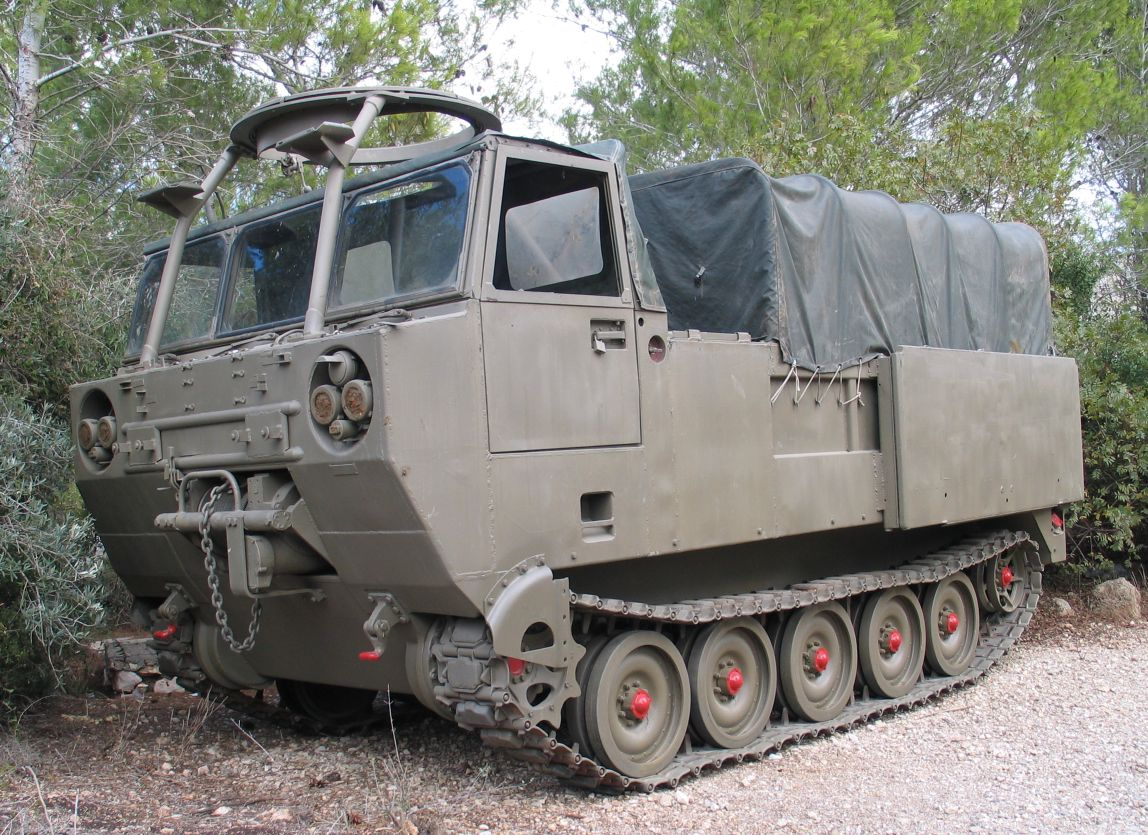
M548

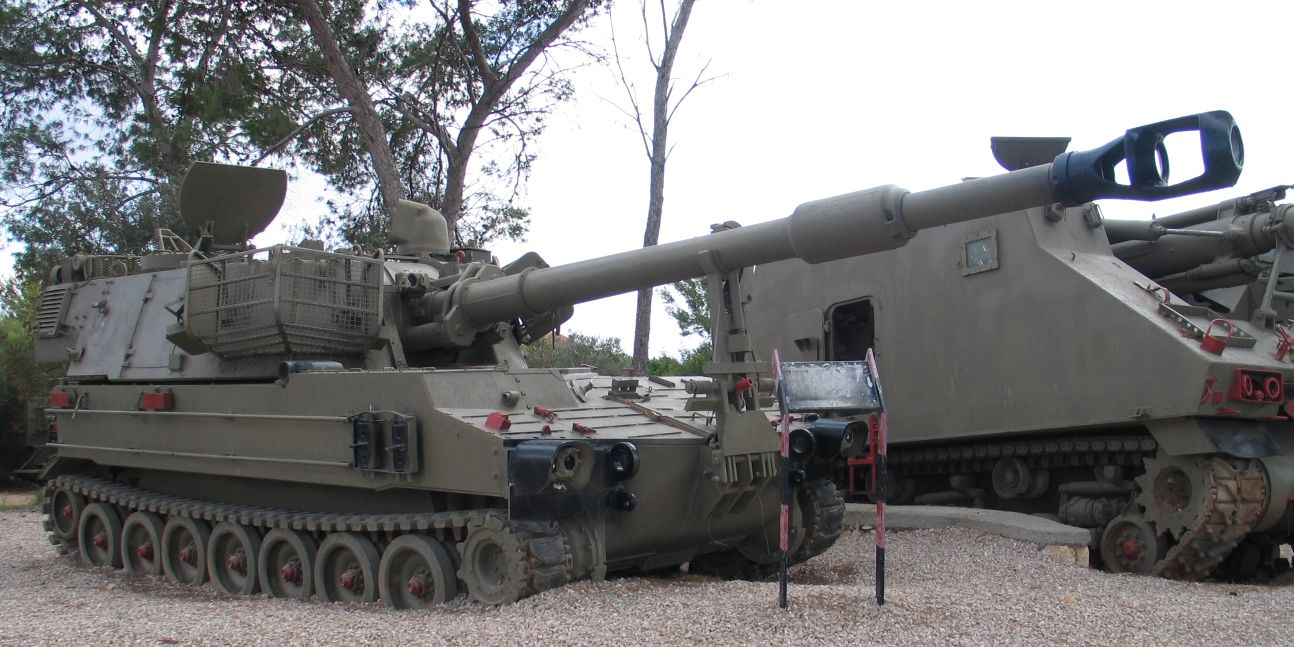
M109

Informazioni ricavate dalla pagina del 21º Reggimento artiglieria terrestre "Trieste" nel sito dello Stato Maggiore dell'Esercito.

### Armamento
- Pistola semiautomatica "Beretta 92 FS" cal. 9
- Fucile d'assalto "Beretta AR 70/90" cal. 5,56
- Arma di reparto "MINIMI" cal. 5,56
- Arma di reparto "MG 42/59" cal. 7,62 NATO
- Arma di reparto Browning cal. 12,7
- Bomba a Mano OD 82/SE
- Lanciarazzi Contro Carro "Folgore"

### Mezzi e Pezzi di Artiglieria
- AR 90 (Veicolo da Ricognizione)
- VPC M577 (Veicolo Posto Comando)
- VPC M548 (Veicolo Porta Munizioni)
- M190L (Obice Semovente da 155/39)

## Armi e Mezzi in dotazione nel 2021 (miglior approssimazione possibile)

### Armamento
- Pistola semiautomatica "Beretta 92 FS" cal. 9
- Fucile d'assalto "Beretta AR 70/90" cal. 5,56
- Fucile d'assalto "Beretta ARX-160" cal.5,56
- Arma di reparto "MINIMI" cal. 5,56
- Arma di reparto "MG 42/59" cal. 7,62 NATO
- Arma di reparto Browning cal. 12,7
- Bomba a Mano OD 82/SE
- Bomba a Mano MF-2000

### Mezzi
- Land Rover AR 90
- IVECO LMV (trasporto truppe e ricognizione)
- ASTRA 66.40 (per traino pezzi da 155)

### Pezzi di Artiglieria
- Arma Principale: FH-70 (obice trainato da 155 mm, 18× pezzi)